# Regio TV Bodensee
Regio TV Bodensee ist ein privater regionaler Fernsehsender im südlichen Baden-Württemberg und Teil der Regio TV-Gruppe (des Medienhauses Schwäbisch Media). Das Sendegebiet umfasst sieben Landkreise zwischen Allgäu und Schwarzwald und machte knapp 20 Prozent der Landesfläche Baden-Württembergs aus. Der Hauptsitz inklusive Fernsehstudio befindet sich in Ravensburg.

## Programm
Regio TV Bodensee sendet während der „Regio-Primetime“ zwischen 18:00 und 09:00 Uhr in Wellenprogrammierung. Die lineare Verbreitung des Programms findet via Kabel, Satellit und im Livestream statt sowie MagentaTV; nonlinear sind die Inhalte dauerhaft in der Mediathek auf der Homepage sowie auf dem YouTube-Kanal von Regio TV abrufbar.
Das tagesaktuelle Regional-Magazin „Journal“ hat im Kabel zwischen 18:00 und 00:30 Uhr eine feste Taktung immer zur vollen Stunde. Via Satellit hat es die Sendezeiten 18:00, 21:00 und 00:00 Uhr. Im Rahmen des „Journal“ werden die Themenbereiche Politik, Wirtschaft, Kultur, Gesellschaft und Sport abgebildet. Ergänzt wird das „Journal“ durch wochenaktuelle Themenmagazine, die jeweils spezifische Zielgruppen ansprachen.
Zum wochenaktuellen Themenmagazin „Bauen & Wohnen“, moderiert von Tobias Baunach, kommt der vierzehntägliche Wirtschaftstalk „Chefsache“, moderiert von Rolf Benzmann.
Das monatliche Lokalmagazin „47 Neun - Der Bodenseekreis“ ist seit 2016 ein ergänzendes und identitätsstiftendes lokales Programmangebot für die Menschen in Teilen des Sendegebietes. Das Magazin wird von Sarah Rahn moderiert.
Die Landespolitik wird seit 2017 abgebildet durch die Liveübertragungen aller Plenardebatten aus dem Stuttgarter Landtag („Live aus dem Landtag“, etwa dreimal pro Monat). An diesem Projekt beteiligten sich auch die anderen sechs Regional-TV-Sender in Baden-Württemberg. Am Ende von Plenarwochen bereitet der Senderverbund zudem in einem Landtagsmagazin „Landtag BW“ die wesentlichen Inhalte der Debatten auf.
Zu besonderen Ereignissen werden Sondersendungen produziert. Das sind z. B. Landtagswahlen, Konzerte und kulturelle Events sowie sportliche Highlights.

Alle Magazine und Sendungen außer den Nachrichten werden in Wellenprogrammierung täglich zu unterschiedlichen Sendezeiten ausgestrahlt. Damit erreichte die Vielfalt des Programms auch Zuschauer mit zeitlich festen Sehgewohnheiten bzw. fixen Einschaltzeiten für den persönlichen Fernsehkonsum.

Die Sendungen „Alpha & Omega“ sowie der „Himmel über Baden“ der evangelischen und katholischen Landeskirche werden von Regio TV Bodensee, Samstags- und Sonntagmorgens sowie Nachmittags ausgestrahlt.

## Kommerzielle Übertragung von Veranstaltungen
Seit 2020 hat der Sender neben seinen programmlichen Aktivitäten unter dem ehemaligen Programmchef Stefan Kühlein den Geschäftszweig Produktion und Streaming virtueller und hybrider Veranstaltungen aufgebaut. Dazu gehören kulturelle Auftritte, Kongresse und Tagungen, Galas, Preisverleihungen und Bestenehrungen, Gottesdienste, Neujahrsempfänge und Podiumsdiskussionen sowie virtuelle und hybride Messen.

## Vermarktung
Die Vermarktung der Werbezeiten erfolgt auf drei Ebenen: lokal, regional für das eigene Sendegebiet, überregional in den Gebieten der drei Sender der Regio TV-Gruppe, landesweit für das Gebiet Nielsen 3b über die Vermarktungskombi der sieben Must-Carry-Sender in Baden-Württemberg: TV-BW.

## Geschichte

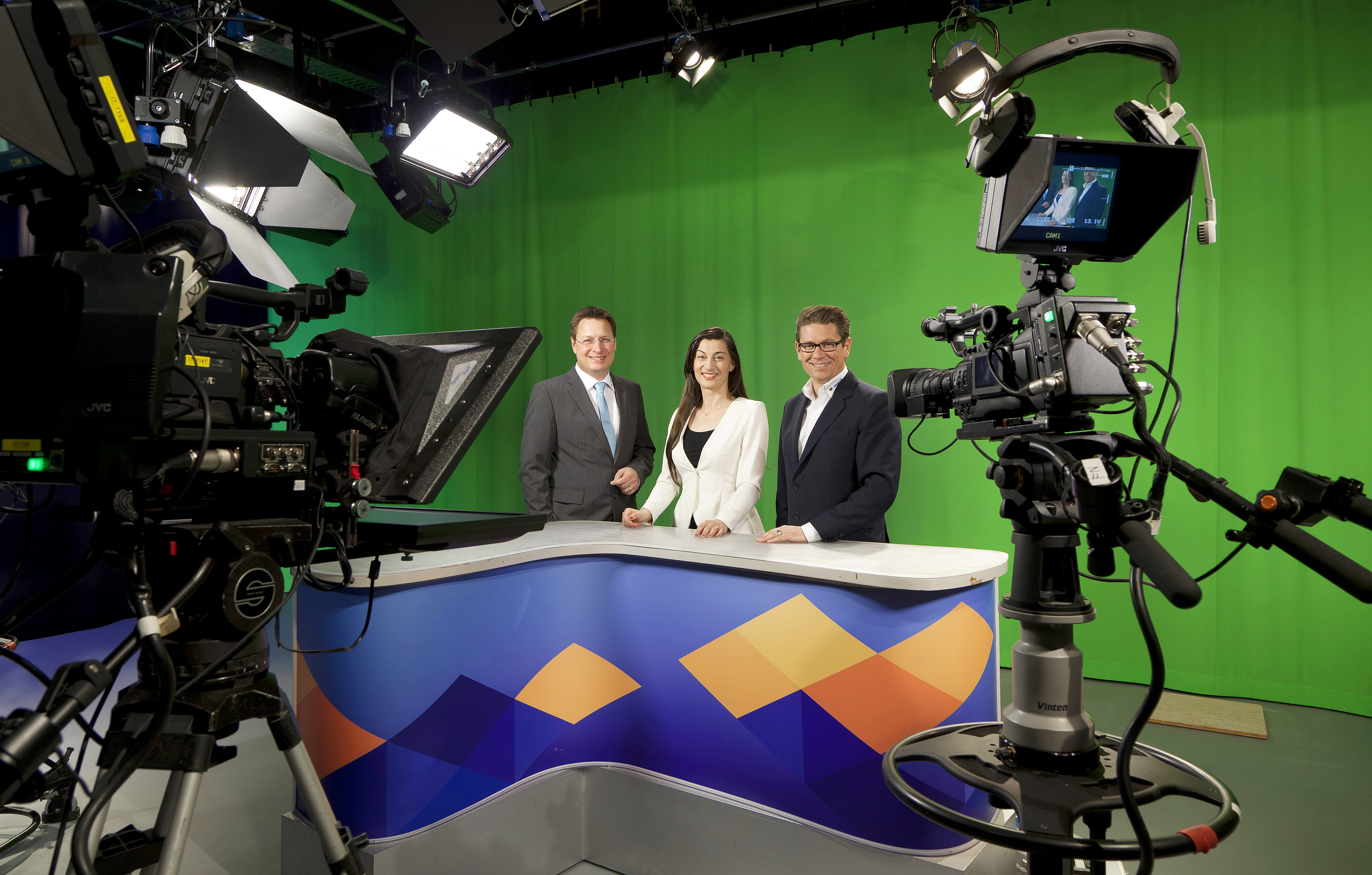
Mit der Regio-TV-Gruppe verfügt Schwäbisch Media auch über einen Anbieter für Lokal- und Regionalfernsehen

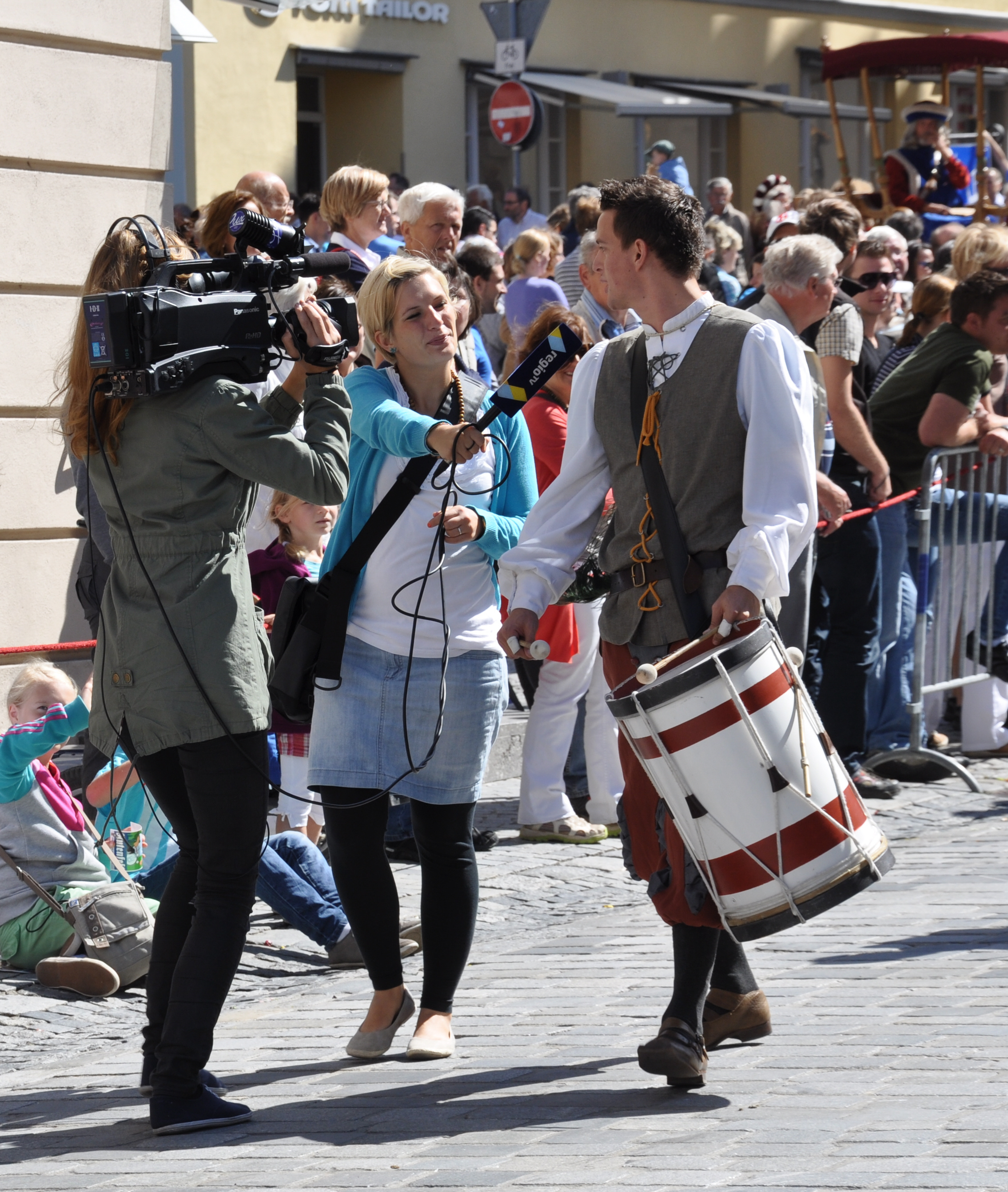
Regio TV-Interview beim Festzug am Rutenfest Ravensburg, 2012

Gegründet wurde der Sender am 31. Januar 2001 unter dem Namen „Euro 3 Bodenseefernsehen“ von den Stadtwerken der Städte Konstanz, Friedrichshafen, Singen und Ravensburg-Weingarten mit dem Medienunternehmer Hans Günter Grenouillet als Nachfolger des TV-Senders see tv, der von 1998 bis 2000 sendete. Sendestart von Euro 3 war der 8. Mai 2001 unter dem Namen „Euro 3 Bodenseefernsehen“.
Anfangs wurde ausschließlich aus dem Sendestudio Friedrichshafen für die Bodensee-Region (Bodenseekreis, Hegau, Oberschwaben und württembergisches Allgäu) gesendet. Später wurden neue Studios eingerichtet. Das Sendegebiet beschränkte sich anfangs auf die Landkreise Ravensburg, Bodenseekreis und Konstanz. Im Dezember 2004 kam das Kabelnetz von Kreuzlingen (Schweiz) hinzu. Im Mai 2005 wurde das Sendegebiet um die Städte Tuttlingen, Engen und Stockach erweitert. Im Januar 2006 bekam der Sender die Lizenz, auch Regionalfernsehen für die Region Schwarzwald-Baar-Heuberg (Landkreise Tuttlingen, Schwarzwald-Baar und dem südlichen Landkreis Rottweil) zu betreiben, seit Februar 2006 ist der Sender dort auch tatsächlich überall zu empfangen. Das Programm wird ins Kabelnetz (digital) eingespeist und ist seit Oktober 2009 auch über Satellit (Astra Digital) zu empfangen.
Am 12. Juni 2006 genehmigte die Landesanstalt für Kommunikation Baden-Württemberg (LfK) die Übernahme durch das Medienhaus Schwäbischer Verlag. Anfang 2007 wurde der Sender umbenannt in Regio TV Euro 3. Seit Januar 2008 bietet die Regio TV-Gruppe auf deren Internetseite sämtliche Beiträge als Video-on-Demand an. Im März 2011 wurden die Sender umbenannt in „Regio TV Bodensee“, „Regio TV Stuttgart“ und „Regio TV Schwaben“.

## Logoentwicklung

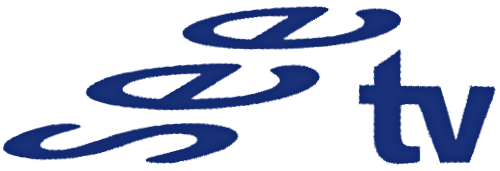
Logo des Vorgängers see tv aus dem Jahr 1998
Logo aus den Anfangsjahren des Senders
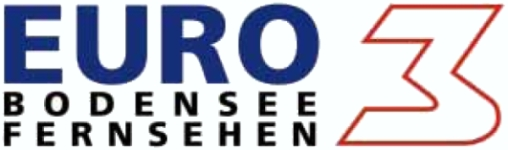
Logo bis zur Umbenennung Anfang 2007
Logo bis zur Umbenennung Anfang 2011
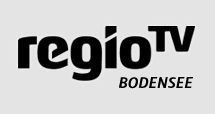
Logo 2011

## Empfangsfrequenzen
Regio TV Bodensee kann über Astra Digital, das regionale Kabelnetz sowie im Internet-Livestream empfangen werden. Seit Januar 2008 betreibt die Regio TV-Gruppe auf ihrer Internetseite alle gesendeten Berichte dauerhaft als „Videogedächtnis der Region“ im Rahmen einer Mediathek auf der eigenen Homepage sowie dem eigenen YouTube-Kanal an.
Kabelfernsehen (analog und digital):
| Gebiet                                     | Kanal |
| ------------------------------------------ | ----- |
| Ravensburg Bodenseekreis Lindau (Bodensee) | S 4   |

| Gebiet | Kanal |
| --- | ----- |
| Singen (Hohentwiel) Villingen-Schwenningen Schwarzwald-Baar Konstanz Tuttlingen Zollernalbkreis Rottweil Breisgau-Hochschwarzwald | K 8   |

| Gebiet                                          | Kanal |
| ----------------------------------------------- | ----- |
| Sigmaringen Biberach an der Riß Alb-Donau-Kreis | K 24  |

Astra:
- Seit dem 1. August 2009 sendet Regio TV Bodensee über Astra, 19,2° Ost. Es sendet zeitpartagiert mit dem Stuttgarter Regio TV sowie Regio TV Schwaben in Ulm auf einem Kanal auf der Frequenz 12,480 GHz vertikal (SR 27.500, FEC 3/4).